# سيليا أبلغيت
سيليا أبلغيت (بالإنجليزية: Celia Applegate)‏ هي أكاديمية أمريكية، ولدت في 16 نوفمبر 1959.